# Liceu Tècnic Josy Barthel
El Liceu Tècnic Josy Barthel LJBM (en francès: Lycée Technique Josy Barthel) és una escola de secundària de Mamer, al sud-oest de Luxemburg. La primera denominació de l'escola va ser Lyceu Tècnic Josy Barthel i s'ha transformat en Liceu Josy Barthel l'1 de setembre de 2009. Té la seva pròpia estació de tren, Mamer-Lycée, que es troba a uns 500 metres de distància.
Va ser inaugurat al setembre de 2003, i el cost del seu construcció va ascendir a 67.4m Euros. Consta de 60 aules i 16 tallers, i té una capacitat per a 1.300 estudiants. El nom ell va ser donat per Josy Barthel, únic guanyador de Luxemburg d'una medalla d'or olímpica i ex membre del gabinet.